# 中国驻汤加大使列表
本列表为中華民國和中華人民共和國驻汤加历任大使名录。

## 历任中国驻汤加大使

### 中华民国驻汤加大使（1972年－1998年）
1972年4月10日，中华民国与汤加建交。1998年11月2日，两国断交。
| 姓名   | 任命          | 到任          | 递交国书      | 免职          | 离任         | 外交衔级 | 外交职务     | 备注             | 备注 |
| ------ | ------------- | ------------- | ------------- | ------------- | ------------ | -------- | ------------ | ---------------- | ---- |
| 沈锜   | 1972年4月18日 | 1972年6月7日  | 1972年6月7日  | 1978年5月23日 |              | 大使     | 特命全权大使 |                  |      |
| 高铮   | 1978年5月23日 | 1978年6月12日 | 1978年7月3日  | 1981年2月17日 | 1981年4月9日 | 大使     | 特命全权大使 | 兼驻图瓦卢       |      |
| 钱爱虔 | 1981年2月17日 | 1981年5月19日 | 1981年5月21日 | 1989年7月7日  |              | 大使     | 特命全权大使 | 兼驻图瓦卢       |      |
| 欧阳璜 | 1989年7月7日  |               | 1989年8月23日 | 1996年2月10日 |              | 大使     | 特命全权大使 | 兼驻图瓦卢、瑙鲁 |      |
| 屠继光 | 1996年2月10日 |               | 1996年6月28日 |               | 1998年11月   | 大使     | 特命全权大使 | 兼驻图瓦卢、瑙鲁 |      |

### 中华人民共和国驻汤加大使（1998年至今）
1998年11月2日，中华人民共和国与汤加建交，并于同年12月起开始派遣驻汤加大使。
| 姓名   | 任命           | 任命           | 到任           | 递交国书       | 免职           | 免职           | 离任       | 外交衔级 | 外交职务     | 备注               |
| 姓名   | 全国人大常委会 | 主席           | 到任           | 递交国书       | 全国人大常委会 | 主席           | 离任       | 外交衔级 | 外交职务     | 备注               |
| ------ | -------------- | -------------- | -------------- | -------------- | -------------- | -------------- | ---------- | -------- | ------------ | ------------------ |
| 张滨华 | 不適用         | 不適用         | 1998年11月20日 | 1998年11月23日 | 不適用         | 不適用         | 不適用     | 大使     | 临时代办     | 候任大使，筹备开馆 |
| 张滨华 | 1998年12月29日 | 1999年3月12日  | 不適用         | 1999年2月15日  | 2001年12月29日 | 2002年3月25日  | 2002年3月  | 大使     | 特命全权大使 |                    |
| 高善海 | 2001年12月29日 | 2002年3月25日  | 2002年3月      | 2002年3月25日  | 2005年7月1日   | 2005年12月27日 | 2005年11月 | 大使     | 特命全权大使 |                    |
| 胡业顺 | 2005年7月1日   | 2005年12月27日 | 2005年12月5日  | 2005年12月8日  | 2008年6月26日  | 2008年11月6日  | 2008年10月 | 大使     | 特命全权大使 |                    |
| 樊桂金 | 2008年6月26日  | 2008年11月6日  | 2008年10月27日 | 2008年11月11日 | 2010年6月25日  | 2010年10月25日 | 2010年10月 | 大使     | 特命全权大使 |                    |
| 王东华 | 2010年6月25日  | 2010年10月25日 | 2010年10月19日 | 2010年10月25日 | 2013年8月30日  | 2014年1月16日  | 2013年11月 | 大使     | 特命全权大使 |                    |
| 黄华光 | 2013年8月30日  | 2014年1月16日  | 2013年12月12日 | 2013年12月17日 | 2017年2月24日  | 2017年5月15日  | 2017年4月  | 大使     | 特命全权大使 |                    |
| 王保东 | 2017年2月24日  | 2017年5月15日  | 2017年5月30日  | 2017年6月19日  | 2019年8月26日  | 2020年1月3日   | 2019年4月  | 大使     | 特命全权大使 |                    |
| 曹小林 | 2019年10月26日 | 2020年1月3日   | 2020年1月1日   | 2020年2月25日  |                | 2024年5月14日  | 2023年12月 | 大使     | 特命全权大使 |                    |
| 刘为民 |                | 2024年5月14日  | 2024年4月18日  | 2024年4月19日  | 现任           |                |            | 大使     | 特命全权大使 |                    |